# Le avventure erotiche di Candy
Le avventure erotiche di Candy (The Erotic Adventure of Candy) è un film pornografico diretto da Gail Palmer nel 1978.

## Trama
Una giovane e bella ragazza del Midwest intraprende un'odissea sessuale dopo aver perso la verginità con un giardiniere.

## Produzione
Fanno parte del cast Georgina Spelvin, una delle più conosciute pornodive dell'epoca, Carol Connors, protagonista anche di pellicole non hard e già apparsa nel film La vera gola profonda, e John Holmes.

## Distribuzione
Il film ebbe la sua prima a New York.

## Sequel
Nel 1979 il film ha dato origine ad un seguito, anch'esso di notevole successo, Candy la super viziosa. La protagonista del primo film, Carol Connors, è stata anche la protagonista del seguito, sempre girato da Gail Palmer, una delle poche registe donne a lavorare nel mondo del porno negli anni settanta e ottanta.